# Grand Prix automobile d'Allemagne 1987
Résultats du Grand Prix automobile d'Allemagne de Formule 1 1987 qui a eu lieu sur le circuit d'Hockenheim le 26 juillet 1987.

## Classement
| Pos. | No | Pilote             | Écurie                 | Tours | Temps/Abandon                      | Grille | Points |
| ---- | -- | ------------------ | ---------------------- | ----- | ---------------------------------- | ------ | ------ |
| 1    | 6  | Nelson Piquet      | Williams-Honda         | 44    | 1 h 21 min 25 s 091 (220,394 km/h) | 4      | 9      |
| 2    | 2  | Stefan Johansson   | McLaren-TAG            | 44    | + 1 min 39 s 591                   | 8      | 6      |
| 3    | 12 | Ayrton Senna       | Lotus-Honda            | 43    | + 1 tour                           | 2      | 4      |
| 4    | 4  | Philippe Streiff   | Tyrrell-Ford           | 43    | + 1 tour                           | 22     | 3      |
| 5    | 3  | Jonathan Palmer    | Tyrrell-Ford           | 43    | + 1 tour                           | 23     | 2      |
| 6    | 30 | Philippe Alliot    | Larrousse-Ford         | 42    | + 2 tours                          | 21     | 1      |
| 7    | 1  | Alain Prost        | McLaren-TAG            | 39    | Alternateur                        | 3      |        |
| Nc.  | 9  | Martin Brundle     | Zakspeed               | 34    | Non classé                         | 19     |        |
| Abd. | 26 | Piercarlo Ghinzani | Ligier-Megatron        | 32    | Moteur                             | 17     |        |
| Abd. | 23 | Adrian Campos      | Minardi-Motori Moderni | 28    | Moteur                             | 18     |        |
| Abd. | 20 | Thierry Boutsen    | Benetton-Ford          | 26    | Moteur                             | 6      |        |
| Abd. | 5  | Nigel Mansell      | Williams-Honda         | 25    | Moteur                             | 1      |        |
| Abd. | 24 | Alessandro Nannini | Minardi-Motori Moderni | 25    | Moteur                             | 16     |        |
| Abd. | 17 | Derek Warwick      | Arrows-Megatron        | 23    | Moteur                             | 13     |        |
| Abd. | 10 | Christian Danner   | Zakspeed               | 21    | Transmission                       | 20     |        |
| Abd. | 28 | Gerhard Berger     | Ferrari                | 19    | Turbo                              | 10     |        |
| Abd. | 19 | Teo Fabi           | Benetton-Ford          | 18    | Soupape                            | 9      |        |
| Abd. | 21 | Alex Caffi         | Osella-Alfa Romeo      | 17    | Moteur                             | 26     |        |
| Abd. | 8  | Andrea De Cesaris  | Brabham-BMW            | 12    | Moteur                             | 7      |        |
| Abd. | 27 | Michele Alboreto   | Ferrari                | 10    | Turbo                              | 5      |        |
| Abd. | 14 | Pascal Fabre       | AGS-Ford               | 10    | Soupape                            | 25     |        |
| Abd. | 18 | Eddie Cheever      | Arrows-Megatron        | 9     | Accélérateur                       | 15     |        |
| Abd. | 11 | Satoru Nakajima    | Lotus-Honda            | 9     | Suspension                         | 14     |        |
| Abd. | 16 | Ivan Capelli       | March-Ford             | 7     | Allumage                           | 24     |        |
| Abd. | 25 | René Arnoux        | Ligier-Megatron        | 6     | Moteur                             | 12     |        |
| Abd. | 7  | Riccardo Patrese   | Brabham-BMW            | 5     | Moteur                             | 11     |        |

## Pole position et record du tour
- Pole position : Nigel Mansell en 1 min 42 s 616 (vitesse moyenne : 238,454 km/h).
- Meilleur tour en course : Nigel Mansell en 1 min 45 s 716 au 24e tour (vitesse moyenne : 231,462 km/h).

## Tours en tête
- Ayrton Senna : 1 (1)
- Nigel Mansell : 10 (2-7 / 19-22)
- Alain Prost : 28 (8-18 / 23-39)
- Nelson Piquet : 5 (40-44)

## À noter
- 18e victoire pour Nelson Piquet.
- 35e victoire pour Williams en tant que constructeur.
- 22e victoire pour Honda en tant que motoriste.